# 兵庫県道424号上太田鵤線
兵庫県道424号上太田鵤線（ひょうごけんどう424ごう かみおおだいかるがせん）は、兵庫県揖保郡太子町を通る一般県道である。

## 概要
揖保郡太子町上太田から揖保郡太子町鵤に至る。

### 路線データ
- 起点：揖保郡太子町上太田（兵庫県道420号石倉太子線交点）
- 終点：揖保郡太子町鵤（鵤交差点、国道179号上、兵庫県道725号門前鵤線終点）
- 総延長：2.708 km

## 路線状況

### 重複区間
- 国道179号（揖保郡太子町東保・東保交差点 - 揖保郡太子町鵤・鵤交差点（終点））

### 道路施設

#### 橋梁
- 上太田南橋（大津茂川、揖保郡太子町）

## 地理

### 通過する自治体
- 揖保郡太子町

### 交差する道路
| 交差する道路                                 | 交差する場所 | 交差する場所    |
| -------------------------------------------- | ------------ | --------------- |
| 兵庫県道420号石倉太子線                      | 上太田       | 起点            |
| 国道179号 重複区間起点                       | 東保（）     | 東保交差点      |
| 兵庫県道27号太子御津線                       | 鵤           | 鵤東交差点      |
| 国道179号 重複区間終点 兵庫県道725号門前鵤線 | 鵤           | 鵤交差点 / 終点 |

### 沿線
- 太子町総合公園
- 太子町立龍田小学校